# Czepeliwka
Czepeliwka (ukr. Чепелівка) – wieś na Ukrainie, w obwodzie chmielnickim, w rejonie chmielnickim, w hromadzie Krasiłów. W 2001 roku liczyła 1061 mieszkańców.